# Ficus saxophila
Ficus saxophila är en mullbärsväxtart. Ficus saxophila ingår i släktet fikonsläktet, och familjen mullbärsväxter.

## Underarter
Arten delas in i följande underarter:
- F. s. cardiophylla
- F. s. saxophila